# Хуан Бланко (Херез)
Хуан Бланко (шп. Juan Blanco) насеље је у Мексику у савезној држави Закатекас у општини Херез. Насеље се налази на надморској висини од 2050 м.

## Становништво
Према подацима из 2005. године у насељу су живела 3 становника.

### Хронологија
| Година       | 2000 | 2005 |
| ------------ | ---- | ---- |
| Становништво | 3    | 3    |

### Попис
| # | Индикатор                        | Вредност |
| - | -------------------------------- | -------- |
| 1 | Укупно појединачних домаћинстава | 1        |